# Auriac-du-Périgord

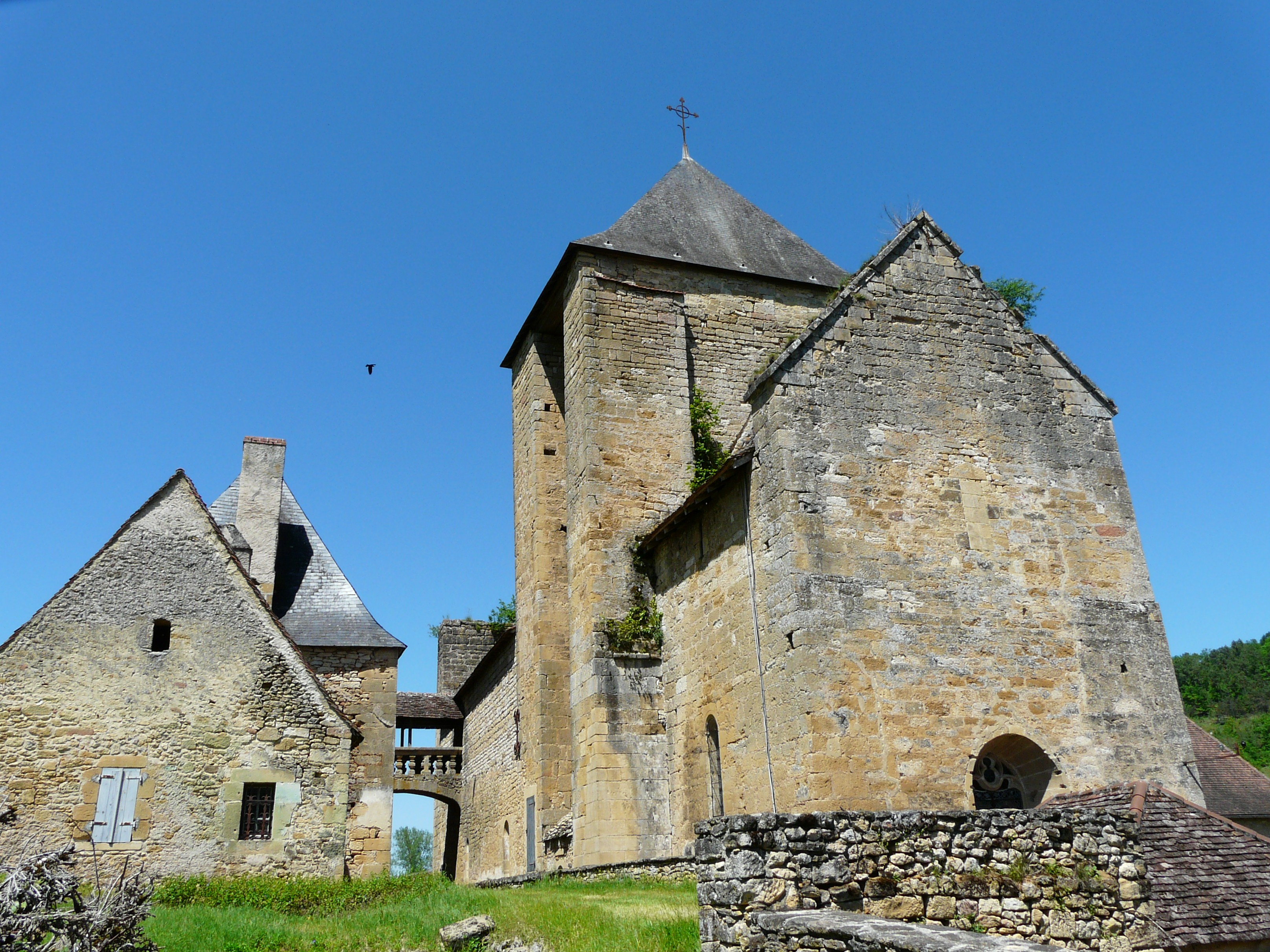
Pfarrhaus und Kirche Saint-Étienne

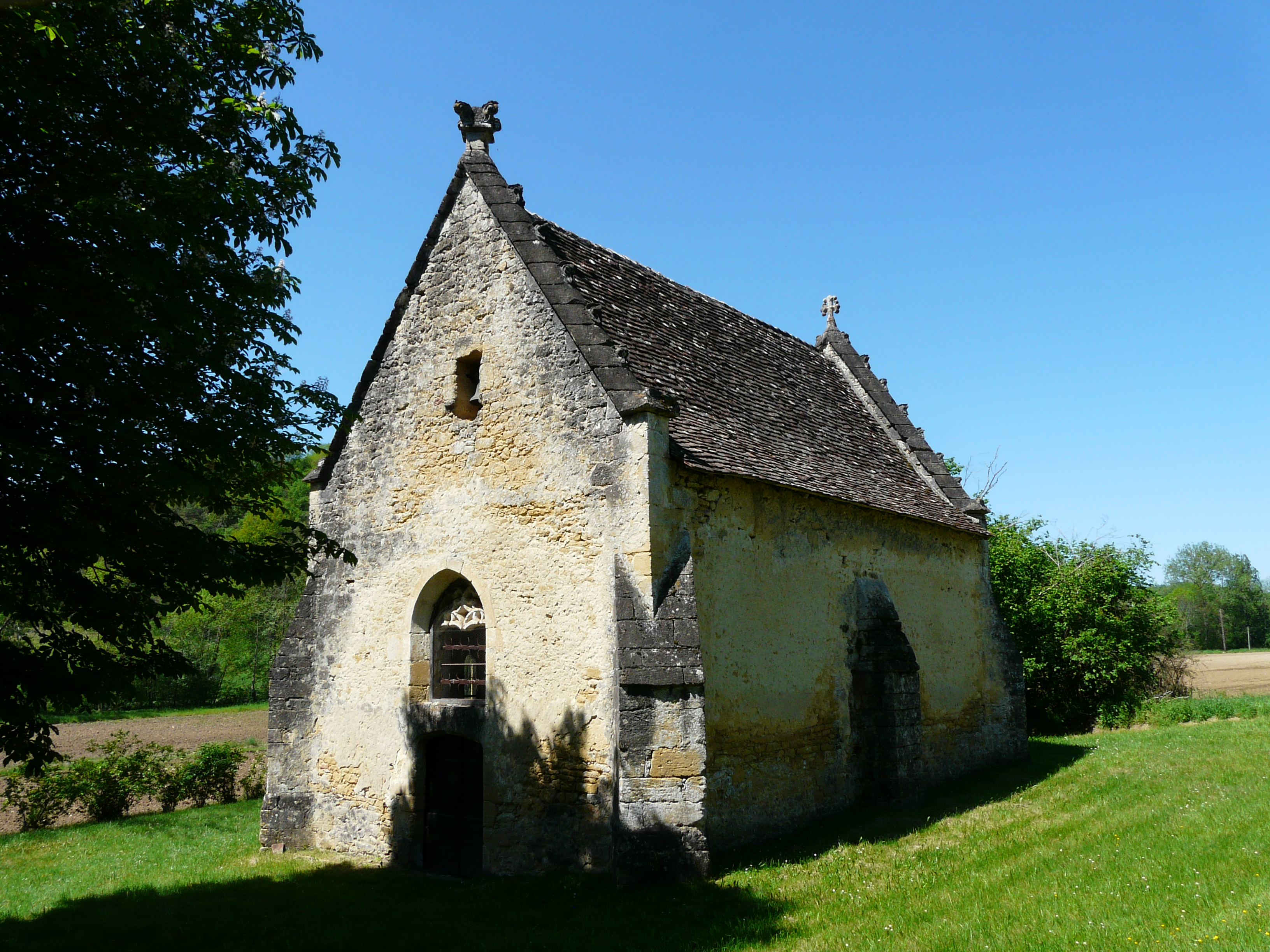
Kapelle Saint-Rémy

Auriac (okzitanisch Auriac de Perigòrd) ist ein Ort und eine südwestfranzösische Gemeinde (commune) mit 400 Einwohnern (Stand 1. Januar 2022) in der alten Kulturregion des Périgord im Département Dordogne in der Region Nouvelle-Aquitaine. Die Bewohnwe werden Auriacois und Auriacoises genannt.

## Lage
Auriac liegt am Flüsschen Laurence, einem Nebenfluss der Vézère, in einer Höhe von ca. 120 m ü. d. M., etwa 32 Kilometer (Fahrtstrecke) nordwestlich von Sarlat-la-Canéda bzw. etwa 7 Kilometer nordwestlich von Montignac-Lascaux.

## Bevölkerungsentwicklung
| Jahr      | 1968 | 1975 | 1982 | 1990 | 1999 | 2006 | 2012 | 2020 |
| Einwohner | 338  | 316  | 333  | 377  | 398  | 409  | 411  | 401  |

Im 19. Jahrhundert hatte der Ort meist zwischen 900 und 1200 Einwohner. Die Reblauskrise im Weinbau und der Verlust von Arbeitsplätzen durch die Mechanisierung der Landwirtschaft haben seitdem zu einem deutlichen Bevölkerungsrückgang geführt, der sich jedoch wegen des zunehmenden Tourismus in der Region seit den 1960er Jahren wieder in ein leichtes Wachstum verkehrt hat.

## Wirtschaft
Bis in die heutige Zeit spielt die Landwirtschaft die größte Rolle im Wirtschaftsleben der Gemeinde: Der ehemals auch hier betriebene Weinbau ist jedoch nach der Reblauskrise gänzlich aufgegeben worden; Tabak und Mais sind ebenfalls auf dem Rückzug – stattdessen dominieren Felder, aber auch Walnuss-, Eßkastanien- und Obstbäume die Region. Auch Trüffel und Gänseleberpastete gehören zu den regionalen Produkten. Einige leerstehende Häuser werden als Ferienwohnungen (gîtes) vermietet.

## Geschichte
Auf dem Gemeindegebiet wurden bislang keine vorgeschichtlichen Funde gemacht, die die Anwesenheit des frühen Menschen bezeugen könnten.
Eine mittelalterliche Erwähnung des Ortes unter dem Namen Auriacum stammt aus dem 13. Jahrhundert. Bis zum Jahr 1925 hieß der Ort Auriac-de-Montignac.

## Sehenswürdigkeiten
- Die Kirche Saint-Étienne ist ein einschiffiger romanischer Bau des 12. Jahrhunderts mit einer rechteckig ummantelten Apsis. Im Verlauf des Hundertjährigen Krieges (1337–1453) erhielt die kleine Kirche einen wehrhaften Vierungsturm. Die äußerst schmucklose Fassade wird von einem Rechteckgiebel überhöht; nur ein hochgelegenes Fenster belichtet das gewölbte Kirchenschiff. Der Kirchenbau wurde im Jahr 1973 als Monument historique[1] eingeschrieben.
- Das neben der Kirche stehenden Pfarrhaus (presbytère) aus dem 17. Jahrhundert ist mit dieser über eine kleine überdachte Balustradenbrücke verbunden.
- Auch die Kapelle Saint-Rémy, ein außerhalb des Ortes im freien Feld (45° 6′ 38″ N, 1° 7′ 20″ O) stehender turm- und schmuckloser spätgotischer Bau des 15. oder 16. Jahrhunderts, wurde im Jahr 1948 als Monument historique[2] eingeschrieben.
- Das Château de la Faye (45° 6′ 18″ N, 1° 7′ 34″ O) ist ein eher schlichter Bau des 13. bis 15. Jahrhunderts, dessen Fenster im 18. und 19. Jahrhundert erneuert wurden. Der in Privatbesitz befindliche Schlossbau wurde im Jahr 1948 als Monument historique[3] eingeschrieben.
- Eine – wahrscheinlich zur Bewachung der Felder während der Erntezeit genutzte – Steinhütte aus Trockenmauerwerk (cabane) steht auf einem Flurstück mit Namen La Nicote.